# Zwei wie wir... und die Eltern wissen von nichts
Zwei wie wir... und die Eltern wissen von nichts è un film del 1966 diretto da Karl Hamrun.

## Trama
Una giovane donna affronta ogni tipo di ostacolo per raggiungere la felicità.